# مشعل و کمان
مشعل و کمان (انگلیسی:The Flame and the Arrow) فیلمی در ژانر شمشیربه‌دستان به کارگردانی ژاک تورنر است که در سال ۱۹۵۰ منتشر شد. این فیلم در بیست و سومین مراسم اسکار نامزد دریافت جایزه بهترین موسیقی فیلم و بهترین فیلمبرداری بود.

## بازیگران
- برت لنکستر در نقش داردو بارتولی
- ویرجینیا مایو در نقش آن دا هس
- نیک کراوات در نقش پیکولو
- نورمن لوید در نقش آپولو